# منتخب كوبا لكأس فيد
منتخب كوبا لكأس فيد  هو ممثل كوبا الرسمي  في كرة المضرب في كأس فيد
.